# Флуидни делић
Флуидни делић је део материје врло мале запремине у којој се промене свих величина (притисак, температура, густина...) могу занемарити, па има смисла говорити о температури флуидног делића, притиску флуидног делића или слично.
С друге стране, флуидни делић је довољно велике запремине која садржи довољно (веома много) молекула тако да је хипотеза континуума задовољена. Флуидни делић је у феноменолошком смислу механике континуума дефинисан елементарном масом која се не мења:
{\displaystyle dm=\rho dV=const.}
Иако је маса константна, густина, а тиме и запремина и облик могу се, али и не морају, мењати током времена. Овакво разматрање води ка питању стишљивости и деформисању непрекидне средине (континуум).
Флуидни делић с математичке тачке гледишта може бити било ког правилног (елементарна лопта, коцка...) или неправилног геометријског облика. То је последица његових малих димензија, које су опет далеко веће од димензија молекула, па његов облик не игра улогу при посматрању и физичко-математичком моделовању.